# Осман, Ахмед Эльми
Ахмед Эльми Осман «Карааш» (сомал. Axmed Cilmi Cismaan Karaash, араб. علمي عثمان أحمد‎, род. Худун, Сомалиленд) — сомалийский политический деятель, вице-президент Пунтленда с 8 января 2019. Ранее он занимал пост министра авиации Пунтленда с 2009 по 2011 год, а затем стал президентом администрации самопровозглашённого Государства Хатумо, которая находится на севере Сомали. Также Ахмед Эльми Осман занимал пост министра внутренних дел Пунтленда с 2014 по 2017 год.

## Биография
Осман родом из северной провинции Сул и Санааг в Сомали. Он принадлежит к клану Дарод.
В 2009 году Осман занимал пост министра авиации автономного государства Пунтленд на северо-востоке Сомали. Позже он участвовал в формировании администрации Государства Хатумо, выступая в качестве одного из трёх ее «президентов».
В 2013 году Осман представил себя кандидатом в вице-президенты на выборах в Пунтленде в 2014 году. Абдихаким Абдуллахи Хаджи Омар был объявлен победителем.
В 2019 году Осман был избран вице-президентом Пунтленда, работая под руководством новоизбранного президента Саида Дани.
28 января 2014 года Осман был назначен министром внутренних дел Пунтленда новым президентом региона Абдивели Мохаммедом Али.
В октябре 2014 года Осман издал указ через министерство внутренних дел Пунтленда, обязывающий всем местным телекоммуникационным компаниям и пунктам денежных переводов требовать от своих клиентов удостоверение личности Пунтленда перед предоставлением услуг. По заявлению министерства, директива является частью более широкой инициативы, направленной на усиление безопасности и сбора данных. Она также установила немедленные сроки исполнения указа.
В марте 2015 года президент Пунтленда Абдивели Мохаммед Али учредил правительственный комитет для разработки официальной политики денежных переводов. Осман стал председателем новой комиссии. Правительственный комитет состоит из членов кабинета Пунтленда.
В том же месяце Осман и другие региональные государственные должностные лица начали конференцию по примирению в поддержку мирных соглашений, подписанных в районе Ракко и других частях провинции Каркар. Правительственная делегация Пунтленда высокого уровня, состоящая из политиков и других официальных лиц, была отправлена в этот район для обеспечения соблюдения договоров. Переговорная встреча завершилась успешно, делегацию возглавил Абдихаким Абдуллахи Хаджи Омар.